# Joegoslavische Communistenbond

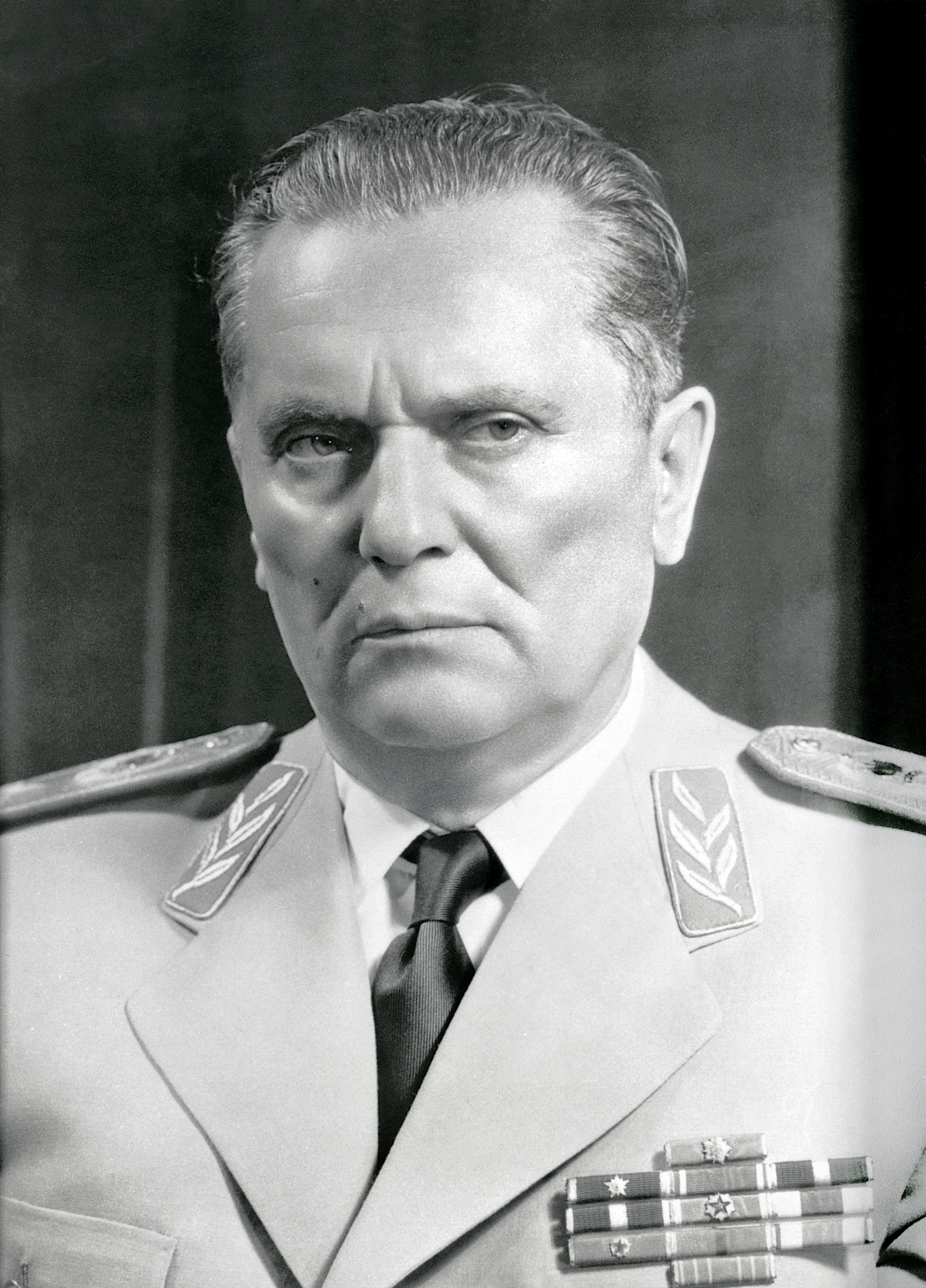
Josip Tito

De Joegoslavische Communistenbond (JCB) (Servo-Kroatisch: Savez komunista Jugoslavije; Sloveens: Zveza komunistov Jugoslavije) stond ook wel bekend als de Joegoslavische Communistische Liga.

## Communistische Partij van Joegoslavië (CPJ)
De Joegoslavische Communistenbond werd in 1919 opgericht onder de naam Verenigde Socialistische Arbeiderspartij. In 1920 werd die naam gewijzigd in Communistische Partij van Joegoslavië (CPJ). Bij de eerste vrije verkiezingen van november 1920 werd de CPJ de derde partij met 59 zetels in het grondwetgevende parlement gekozen. De autoriteiten waren bevreesd dat de communisten hun stempel zouden drukken in de op te stellen grondwet. De CPJ werd daarom ook op 29 december 1920 verboden. Tijdens het gehele interbellum bleef de CPJ een illegale partij. Direct na het verbod begonnen enkele radicale communisten aanslagen te plegen. In de zomer van 1921 werd de minister die verantwoordelijk was voor het verbod vermoord. Nadien werden veel communisten opgepakt. Anderen wisten naar het buitenland te ontkomen. De communisten die niet gevangen waren gezet begonnen een succesvol propaganda-offensief onder de kleine boeren en de arbeiders. Eind jaren 20 traden enkele middenklasse intellectuelen toe tot de illegale CPJ.
In de jaren 30 groeide het ledental van de illegale CPJ. Vooral veel tegenstanders van koning Alexander I van Joegoslavië, en diens opvolger, de autoritaire prins-regent Paul van Joegoslavië, traden toe tot de CPJ. Desondanks was er geen sprake van een grote aanhang.
In de jaren 30 was Milan Gorgić secretaris-generaal van de CPJ. Hij werd in 1937 door Stalin naar Moskou ontboden. Hij werd er valselijk beschuldigd en terechtgesteld. Josip Tito, die zich opdat moment ook in Moskou bevond, werd tot secretaris-generaal van de CPJ gekozen (augustus 1937). In januari 1940 keerde Tito naar Joegoslavië terug om de illegale partij reorganiseren.
In april 1941 viel Duitsland Joegoslavië binnen en werd de staat ontbonden. Tito organiseerde vanaf dat moment de partizanenstrijd tegen de Duitsers, Hongaren, Italianen en hun bondgenoten. Vanuit zijn hoofdkwartier in Bosnië en Herzegovina coördineerde Tito de strijd en beloofde na de bevrijding Joegoslavië om te vormen tot een federatie met gelijke rechten voor alle volkeren. Intussen richtte hij een door de communisten gedomineerde Antifascistische Bevrijdingsraad (AVNOJ) op die reeds plannen maakte voor het omvormen van het naoorlogse Joegoslavië tot een communistische staat. Tijdens hun partizanenstrijd kwamen de communistische partizanen naar voren als de belangrijkste factie binnen het partizanenleger. Zij wisten zonder buitenlandse hulp (ook zonder Russische hulp) Joegoslavië te bevrijden. In maart/april/mei 1945 werd het land door de communisten bevrijd.
Na de oorlog regeerde Tito nog een paar maanden samen met Drago Marusic, de royalistische premier, maar op 2 december 1945 werd Joegoslavië een federale volksrepubliek.
Tito werd premier van de volksrepubliek en bleef leider van de CPJ. Net als in andere communistische staten volgde de CPJ trouw de Moskoulijn zoals Stalin die voorschreef. Tito voerde een haast nog Stalinistischer beleid dan Stalin zelf. In 1948 brak er een conflict uit tussen Joegoslavië en de Sovjet-Unie. De Russen wilden meer zeggenschap krijgen in Joegoslavië. Tito wees dit van de hand, omdat de Russen de partizanen tijdens de oorlog niet te hulp waren gekomen. In 1950 volgde er een breuk tussen Joegoslavië en de landen van het Cominform (communistisch blok, opvolger van de Comintern).
Na de breuk met Stalin volgde de CPJ (in feite Tito) een geheel eigen koers. Dit resulteerde in goede betrekkingen met de westerse wereld en het invoeren van het arbeiderszelfbestuur (eerste experimenten in 1949, formele invoering 1950-1953, integraal doorgevoerd in 1974). Dit arbeiderszelfbestuur zou de uitdrukking moeten zijn van de marxistische these van "het afsterven van de staat". Daarbij vermoedde men dat niet alleen Karl Marx op het bureau lag, maar dat zich in de onderste la ook het werk van Proudhon en Lasalle bevond.

## Joegoslavische Communistenbond
De grootste verandering was de omvorming van de CPJ tot de Joegoslavische Communistenbond (JCB), ook wel Joegoslavische Communistische Liga genaamd. Dit was meer dan een naamswijziging. Ten eerste droeg de JCB een deel van haar bevoegdheden over aan de massaorganisatie de Socialistische Alliantie, ten tweede brak men met de partijbureaucratie (later bleek die breuk toch niet totaal) en ten derde koos men ervoor de JCB te decentraliseren door hem op te splitsen in een Servische Communistenbond, Kroatische Communistenbond, een Sloveense Communistenbond enzovoort. De diverse communistenbonden waren autonoom. In het Presidium van de JCB zaten partijleiders uit de diverse republieken met Tito als voorzitter.
Tot zijn dood in 1980 bleef Tito voorzitter van de JCB. Na zijn overlijden ging het roulerend voorzitterschap van start. Dit was noodzakelijk om de vrede te bewaren binnen Joegoslavië. Om de twee jaar werd een voorzitter uit een andere deelrepubliek of autonome regio benoemd. Eind jaren 80 bleek dit systeem toch niet goed te werken en begonnen de communistenbonden van de deelrepublieken zich steeds onafhankelijker te gedragen, met name in Kroatië en Slovenië. Binnen de Servische Communistenbond, waarvan Slobodan Milošević de voorzitter was (sinds 1987) werd het nationalisme een belangrijk element. In 1990 kwamen er in Kroatië en Slovenië niet-communistische regeringsleiders aan de macht. Zij schaften de communistenbonden af of maakten een einde aan hun monopolieposities. De JCB bestond toen alleen nog uit de Servische, Montenegrijnse en Bosnische communistenbonden. Uiteindelijk hief de JCB zich op 17 mei 1990 tijdens een speciaal partijcongres op aandringen van Kroatische en Sloveense partijleiders op. Hiermee kwam er een einde aan het communistische machtsmonopolie in Joegoslavië.
Na de ontbinding van de Joegoslavische Communistenbond wijzigden de namen van de communistenbonden in de deelrepublieken hun naam en werden omgevormd tot sociaaldemocratische en democratisch socialistische partijen.
| Deelrepubliek      | Communistenbond                        | Nieuwe partijnaam                                                         | Maand en jaar           |
| ------------------ | -------------------------------------- | ------------------------------------------------------------------------- | ----------------------- |
| Slovenië           | Sloveense Communistenbond              | Partij van Democratische Vernieuwing                                      | Februari 1990           |
| Servië             | Servische Communistenbond              | Socialistische Partij van Servië                                          | Juli 1990               |
| Kroatië            | Kroatische Communistenbond             | Partij van Democratische Veranderingen                                    | November 1990           |
| Macedonië          | Macedonische Communistenbond           | Sociaaldemocratische Unie van Macedonië                                   | April 1991              |
| Montenegro         | Montenegrijnse Communistenbond         | Democratische Partij van Socialisten van Montenegro                       | Juni 1991               |
| Bosnië-Herzegovina | Communistenbond van Bosnië-Herzegovina | Sociaaldemocratische Partij van Bosnië-Herzegovina                        | December 1992           |
| Vojvodina          | Communistenbond van Vojvodina          | Socialistische Partij van Servië Bond van Sociaaldemocraten van Vojvodina | Juli 1990 Juni 1990     |
| Kosovo             | Kosovaarse Communistenbond             | Socialistische Partij van Servië Sociaaldemocratische Partij van Kosovo   | Juli 1990 Februari 1990 |

## Partijstructuur
Hoogste orgaan binnen de JCB was officieel het partijcongres. Het partijcongres bestond uit afgevaardigden uit de partijleden van de autonome communistenbonden. Het partijcongres koos een Centraal Comité. Het Centraal Comité kwam maar een paar keer per jaar bijeen, daarom werd er een Presidium gekozen. In het Presidium zaten mensen uit alle deelrepublieken. Men streefde naar een evenredige vertegenwoordiging in het Presidium.
|  |  |  |  |  |  |  |  | Voorzitter van het CC van het Presidium |  |
|  |  |  |  |  |  |  |  |                                         |  |
|  |  |  |  |  |  |  |  | Presidium                               |  |
|  |  |  |  |  |  |  |  |                                         |  |
|  |  |  |  |  |  |  |  | Centraal Comité                         |  |
|  |  |  |  |  |  |  |  |                                         |  |
|  |  |  |  |  |  |  |  | Partijcongres                           |  |

## Prominente partijleden
- Milovan Djilas
- Milan Gorgić
- Edvard Kardelj
- Slobodan Milošević
- Milan Pancevski
- Moša Pijade
- Aleksander Ranković
- Josip Tito
- Svetozar Vukmanović

## Verwijzingen
Communistenbond van Bosnië en Herzegovina · Kroatische Communistenbond · Macedonische Communistenbond · Montenegrijnse Communistenbond · Servische Communistenbond (Communistenbond van Vojvodina · Kosovaarse Communistenbond) · Bond van Communisten van Slovenië ·
Organisatie van de Communistenbond binnen het Joegoslavische Volksleger